# Manifattura Tabacchi (Rovereto)

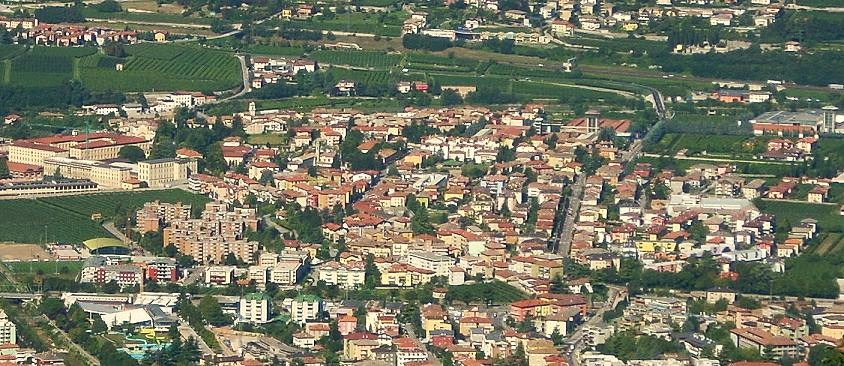
Veduta aerea di Borgo Sacco; sulla sinistra è visibile il complesso della manifattura tabacchi

La manifattura Tabacchi di Rovereto (K.u.k. Tabakfabrik, Imperial Regia Manifattura d'Austria-Ungheria, al tempo dell'impero austro-ungarico) è stato un opificio attivo per più di 150 anni chiuso definitivamente nel 2008. Il complesso di edifici è stato successivamente acquistato e riqualificato da Trentino Sviluppo, agenzia della Provincia autonoma di Trento, avviando così un centro di innovazione industriale: il Progetto Manifattura. 
Si trova in viale della Vittoria a Borgo Sacco, quartiere di Rovereto.

## Storia

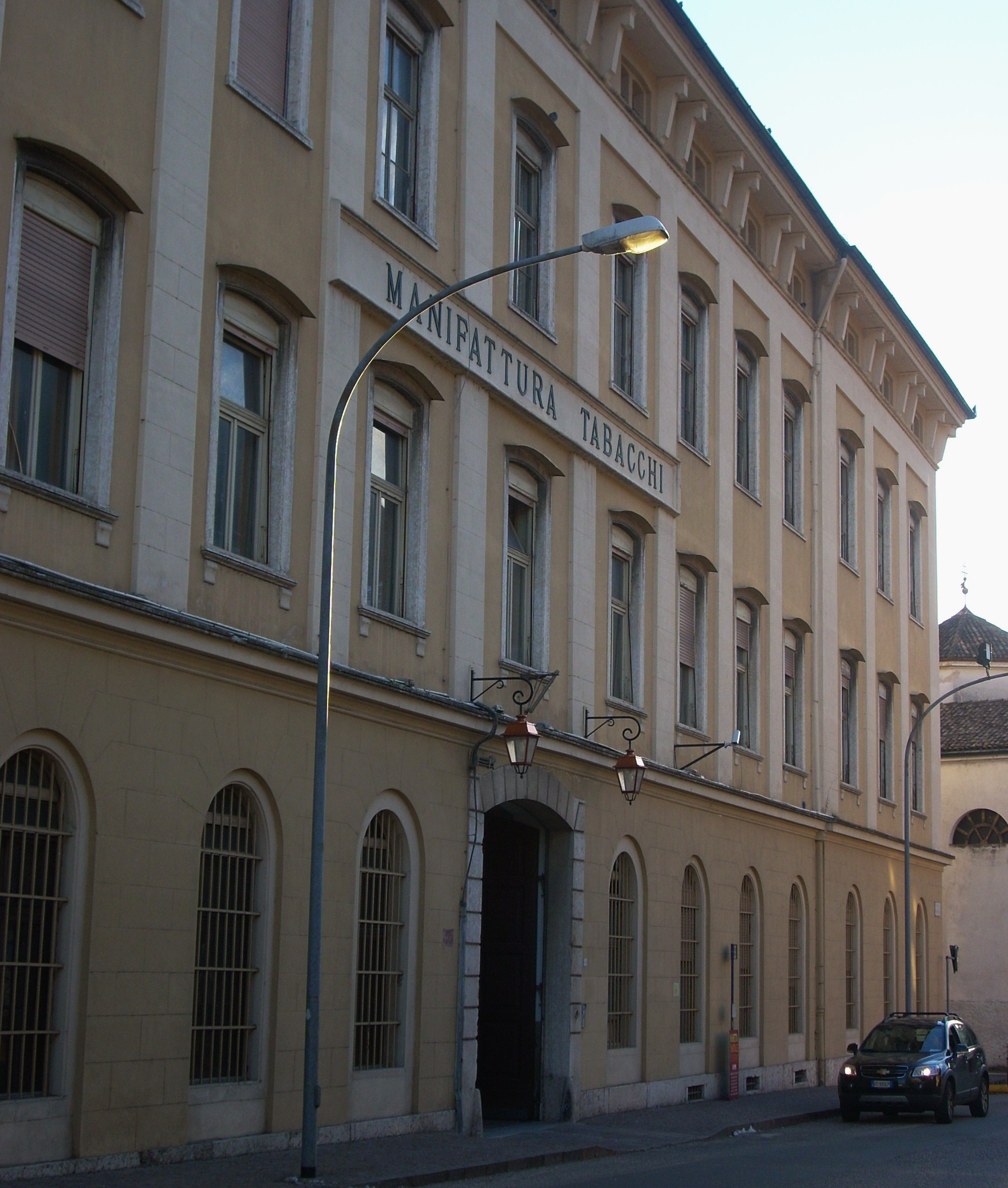
Entrata principale (lato nord)

### Situazione locale nel XIX secolo
Tutto il XIX secolo, per l'area geografica della Vallagarina, che comprende quasi tutti i paesi nella valle dell'Adige a sud di Trento sino al confine meridionale con i territori veneti, fu di relativa tranquillità sociale ed amministrativa e di prosperità economica, con l'eccezione del periodo napoleonico iniziale e quello della crescente perdita di influenza in altre regioni italiane della monarchia asburgica.

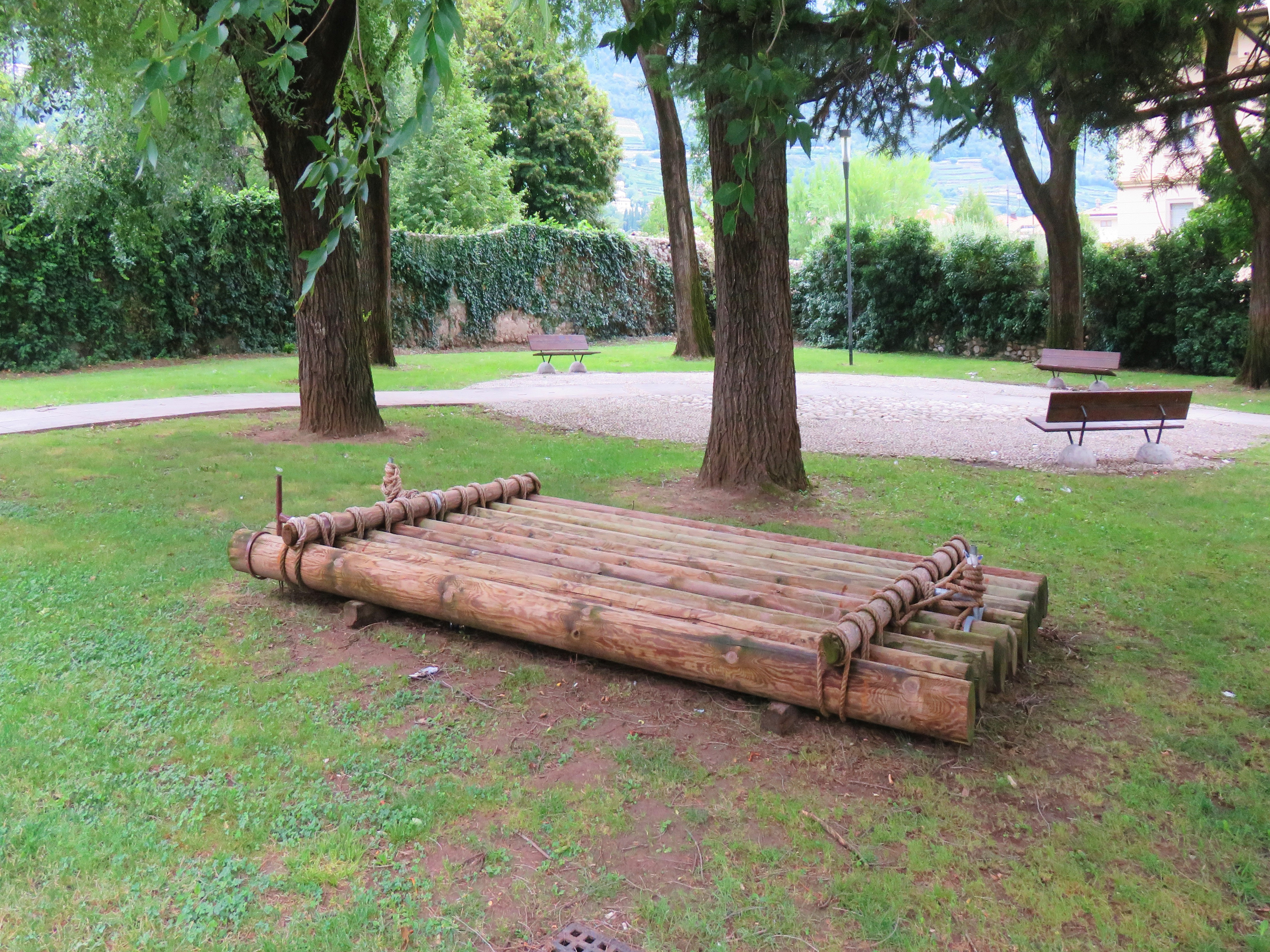
Una zattera nei giardini accanto alla chiesa di San Giovanni Battista a ricordo dell'importanza degli zattieri nell'economia locale prima della costruzione della manifattura tabacchi.

A Rovereto era preponderante il legame con l'agricoltura, come nel resto del Trentino, ma localmente, attorno alla metà del secolo e negli anni successivi, circa il 45% della popolazione era impiegata nell'industria mentre nelle aree della regione questa percentuale non superava il 17%. In particolare le attività di maggior importanza ed impatto economico erano quelle legate alla produzione della seta e del cotone (con allevamento di bachi da seta e industrie tessili), l'industria della carta, la lavorazione del pellame e il settore alimentare (con un oleificio, un mulino, un pastificio, cantine e anche tre fabbriche di birra). A Sacco inoltre, sino ai primi anni del secolo, il commercio era stato fiorente grazie ai particolari privilegi ottenuti dalla corona austriaca legati al diritto esclusivo di gestione del trasporto fluviale nella tratta del fiume Adige da nord sino a Verona.

### Manifattura a Sacco
La coltivazione e la lavorazione della pianta del tabacco cominciò in Italia sul finire del XVI secolo e si diffuse anche nel Trentino con un sistema lavorativo fondato sulle masere. La costruzione dello stabilimento di Borgo Sacco rese completo, nella zona della Vallagarina, l'intero ciclo produttivo del tabacco, dalla coltivazione alla confezione dei manufatti.
La decisione di costruire a Sacco lo stabilimento arrivò dopo decenni di accese discussioni e di forti pressioni esercitate dai comuni di Sacco, di Rovereto e persino di Bressanone. Gli industriali locali della seta e del pellame si opposero temendo il rialzo dei salari come conseguenza dell'aumento della domanda di manodopera. La scelta cadde su Sacco perché la città di Rovereto e l'intera zona della Vallagarina godevano di un particolare privilegio nei rapporti con l'amministrazione centrale austriaca e, intanto, una forte crisi aveva colpito il settore della seta. 
Borgo Sacco mise a disposizione il terreno e le materie prime e anche Rovereto partecipò donando 4.000 fiorini e due spine d'acqua potabile (del valore di 1.600 fiorini). La forza motrice necessaria per il movimento dei macchinari venne ricavata da una ruota idraulica azionata dall'acqua di una roggia che dal torrente Leno, attraverso un canale sotterraneo, giungeva fino alla fabbrica per poi svuotarsi nell'Adige, in località Moia. Il costo complessivo per l'epoca fu enorme: 175.000 corone austro-ungariche.
Il 20 marzo del 1851 viene sottoscritta la convenzione tra il Regio Ministero delle Finanze austriaco ed il Comune di Sacco, nella persona del podestà Antonio Gasperini. A parte l'intervento di questo ministero, il quale si fa promotore della costruzione dei tabacchifici di Schwaz, una piccola cittadina del Tirolo austriaco, e Borgo Sacco, a favore dell'avvio di nuove iniziative industriali sta la volontà di alcuni operatori economici, sia locali che provenienti dall'estero, “di approfittare di alcune caratteristiche e di alcune dotazioni dell'economia locale per uno sbocco produttivo di tipo industriale”.

## Costruzione e primi anni di attività dell'opificio

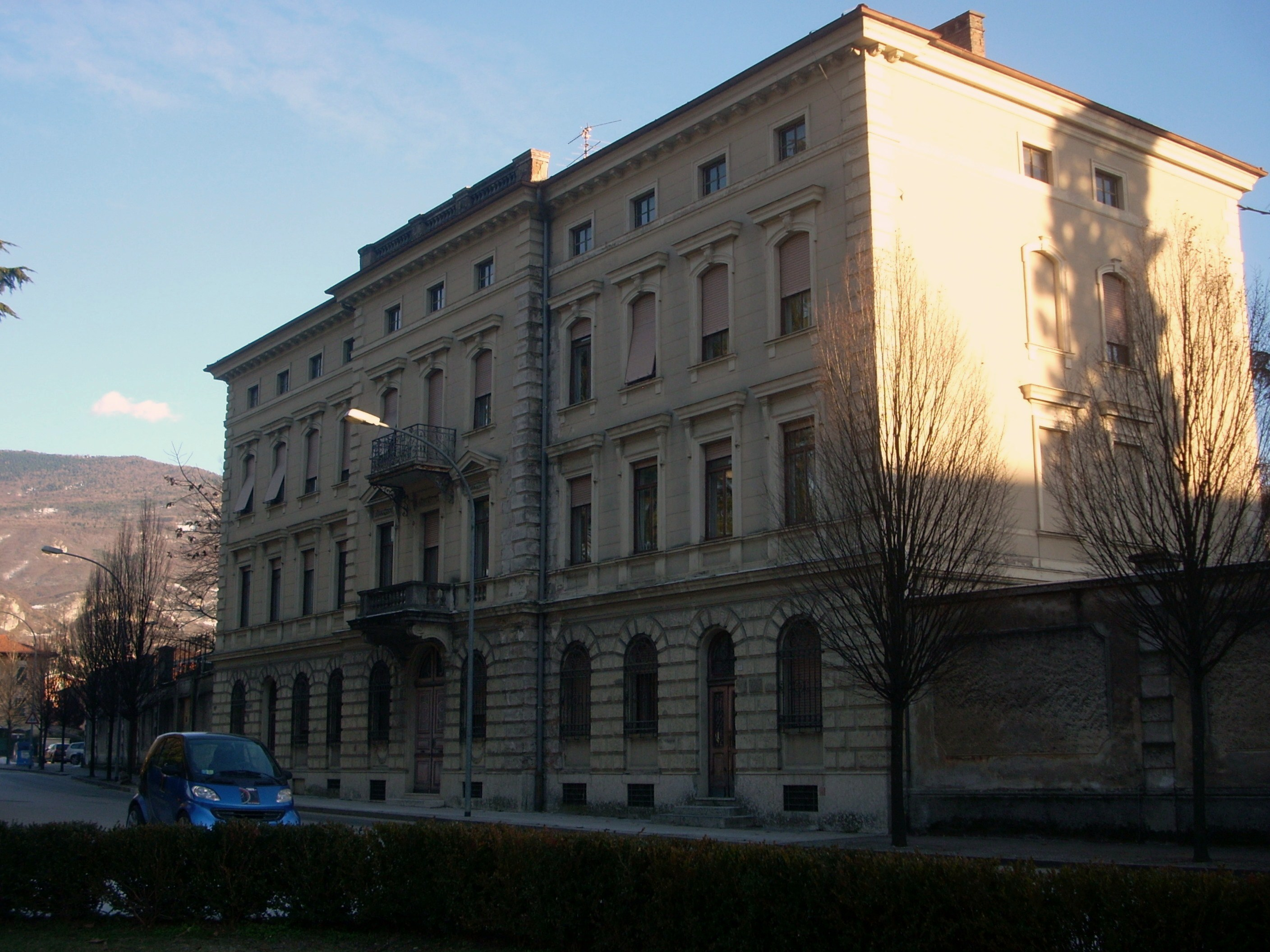
Altra entrata sul lato nord

Attorno alla metà del 1851 si cominciano a demolire i vecchi edifici esistenti sull'area destinata alla costruzione. Nello stesso anno iniziano i lavori per la costruzione della imperiale regia Manifattura tabacchi di Borgo Sacco la quale, per molti decenni, rappresenta l'industria trentina con la maggiore capacità di assorbimento di manodopera. Il fabbricato nasce da un progetto dell'ing. Latzel, della direzione generale dei lavori di Vienna; i lavori vengono diretti da Giovanni Smith e Giovanni Rezzori.
La Manifattura entra in funzione nel 1854-1855 con due laboratori di 220 operaie l'uno. Lo stabilimento si snoda inizialmente in tre articolazioni: un fabbricato per la lavorazione, un magazzino adatto a tenere le greggi ed infine un fabbricato al cui interno si potesse rendere efficace la macera delle foglie del tabacco. La lavorazione si sviluppa per ora attorno a quattro prodotti: il sigaro Virginia (Virginia comuni, Esportazione, Speciali, Imperiali); tabacchi da fiuto (Scaglia di lusso, nostrano fino, radica paesana, foglia di levante, scaglia fermentata, scaglia naturale); produzione di estratto di tabacco, realizzato con i residui del tabacco – quasi l'8% nella produzione dei sigari; sigarette a mano (produzione sperimentale che viene poco dopo tempo abbandonata). La produzione dei tabacchi da fiuto, la quale segna l'inizio dell'attività industriale delle manifatture italiane già nel corso del XVIII secolo, riveste per molto tempo una notevole importanza.
Prima della guerra del 1914-1918 l'opificio, che era uno dei più importanti dell'Austria, era chiamato sigarificio. Era, infatti, particolarmente rinomato per la fabbricazione dei sigari Virginia.
La produzione ed il confezionamento dei sigari rappresentano, infatti, le attività che meglio caratterizzano il lavoro all'interno delle Manifattura durante il secolo che stiamo ora considerando.
Pochi anni dopo l'apertura dell'opificio le operaie impiegate (zigherane), si autotassarono per far costruire un ponte sul torrente Leno e ridurre così il percorso che dovevano affrontare giornalmente, dalle zone a sud, per raggiungere il posto di lavoro.

## Primo conflitto mondiale e primo dopoguerra

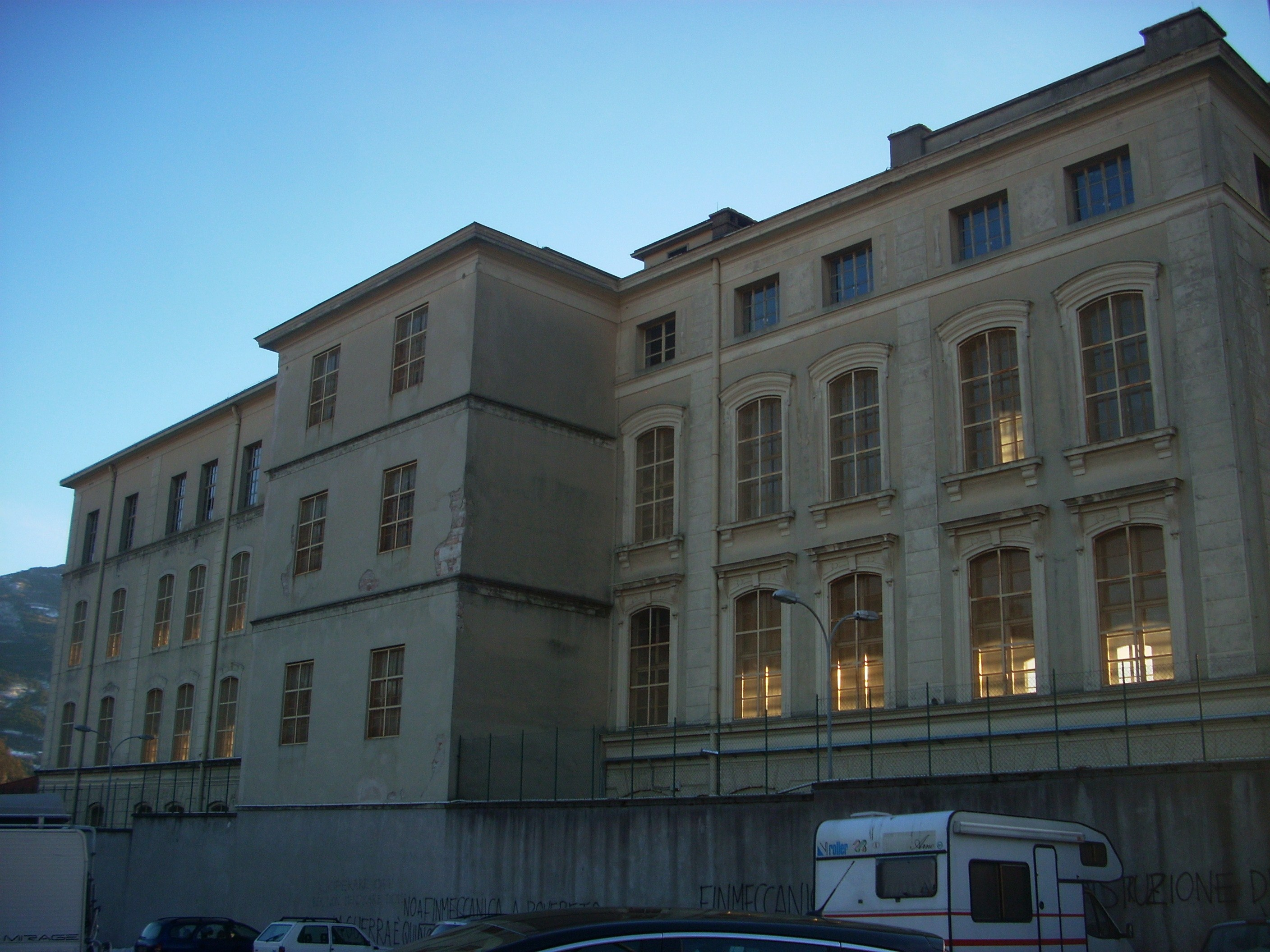
Lato est

Nel 1910 viene realizzato un nuovo edificio adibito a deposito, officina e falegnameria. Tali lavori non fermano, però, la produzione dello stabilimento.
La direzione, durante la guerra, si trova costretta ad inviare tutti i propri operai nelle fabbriche austriache di Linz e della Boemia. Tra requisizioni militari, saccheggi veri e propri e distruzioni dovute alle operazioni militari, i tre anni e mezzo di guerra provocano danni ingenti al patrimonio industriale roveretano e trentino, con la distruzione di interi impianti e l'asportazione di macchinari e scorte.
Si avvia, con la fine della guerra, il processo di ricostruzione delle città e di tutto ciò che è andato distrutto dai bombardamenti. Le amministrazioni dei due centri maggiori del Trentino promuovono anche una politica di rilancio generale dell'economia, con l'obiettivo primario di incrementare il settore industriale. In questi anni comincia a formarsi a Rovereto il primo vero nucleo industriale moderno, formato da numerose aziende di rilievo nazionale come la Komarek nel settore degli avvolgibili, la Radi degli apparecchi di riscaldamento, le Officine Ferroviarie, il Nastrificio Roveretano, la Pirelli e le Fonderie San Giorgio.
La Direzione generale dei Monopoli industriali del Regno d'Italia decide, verso la fine del 1918, una radicale ristrutturazione degli impianti che la lunga tragedia del primo conflitto mondiale aveva ridotto in gravi condizioni. Nel momento della riapertura dello stabilimento, il 19 marzo del 1919, vengono riassunti tutti i 1.400 operai che sono in servizio prima dello scoppio della guerra. L'unica condizione che l'amministrazione comunale di Sacco pone è la priorità nelle assunzioni per i suoi abitanti; tale privilegio dura sino al 1920, cioè sino a quando Sacco viene annesso al Comune di Rovereto.
Durante gli anni successivi la potenzialità produttiva dello stabilimento viene dilatandosi, grazie anche alla progressiva razionalizzazione del ciclo di lavoro.

## Anni del fascismo e del secondo conflitto mondiale

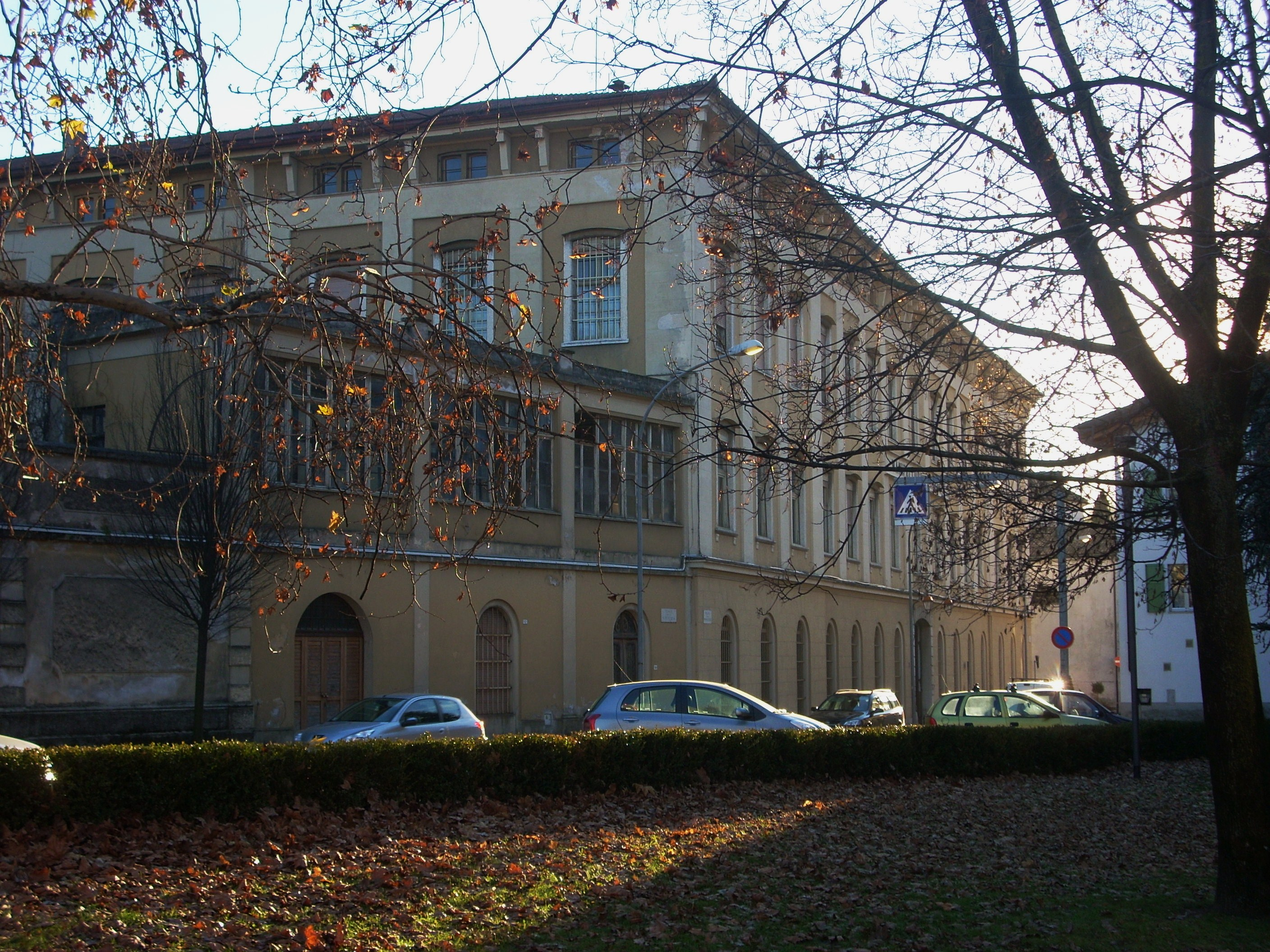
Lato nord

Nel 1929, a soli dieci anni dalla riapertura della struttura, la Manifattura di Sacco conta “una potenzialità produttiva di ben 1.636.000 kg di prodotti di cui 739.000 assorbiti dalla sola fabbricazione sigarette”.
In questi anni la popolarità dello stabilimento diviene, nonostante la crisi, grandissima. Nel 1936, in occasione della festa dell'uva, comincia la collaborazione di Fortunato Depero con la città di Rovereto. L'artista roveretano disegna, infatti, il manifesto pubblicitario dell'evento e, nello stesso anno, progetta un carro allegorico per il dopolavoro aziendale della Manifattura, regalando a tale struttura industriale una notevole pubblicità. L'esperienza di pubblicitario permette a Depero di cogliere in questo lavoro, il quale si inserisce in una serie di progetti volti soprattutto a promuovere la città di Rovereto, i principali simboli dello stabilimento del tabacco.
Nel frattempo, l'attività dell'opificio procede progressivamente verso la meccanizzazione di molte delle proprie attività interne. Nel 1935 gli operai scendono, dunque, a 700.
Diversamente da quanto avviene durante gli anni della prima guerra mondiale, l'attività della Manifattura Tabacchi continua nonostante lo scoppio del secondo conflitto, ma la produzione subisce dei forti rallentamenti anche per la defezione di numerose lavoratrici. Quando cominciano anche in Trentino i bombardamenti, le lavorazioni del tabacco vengono trasferite negli scantinati dell'edificio.
Con la fine del conflitto comincia in poco tempo l'opera di ricostruzione delle zone dell'opificio danneggiate dai bombardamenti; oltre alle distruzioni, sono andate perdute buona parte delle scorte e resi inservibili molti impianti e macchinari. Nel minore tempo possibile è indispensabile riammettere al lavoro tutto il personale ma anche fare fronte alle immediate esigenze del consumo. Esaurita la fase iniziale nella quale vengono sciolti i nodi più importanti, viene dato inizio ad un piano di ricostruzione a breve termine, ultimato nel 1948; contemporaneamente, viene studiata, invece, l'attuazione di un programma ad ampio raggio, destinato all'ammodernamento delle attrezzature e l'adeguamento del sistema di organizzazione del lavoro alle esigenze della moderna industria del tabacco.

## Secondo dopoguerra e inizio della crisi del settore del tabacco
Negli anni successivi al secondo conflitto mondiale molte delle produzioni vengono trasferite in altre Manifatture del territorio nazionale. Le lavorazioni dei trinciati vengono, innanzitutto, spostate alla Manifattura di Verona e nel 1953 a Borgo Sacco si è costretti ad abbandonare la produzione del sigaro. La struttura è, dunque, obbligata ad adeguarsi al cambiamento dei gusti del consumatore, il quale richiede in misura maggiore la sigaretta e sempre meno il sigaro.
Il 70% di ciò che, in questi anni, viene lavorato all'interno della Manifattura viene coltivato nella bassa Vallagarina e soprattutto nei dintorni di Mori, Ala e Rovereto. Durante gli anni cinquanta, nel contesto di un'agricoltura fondata, dunque, sull'autoconsumo, la coltivazione del tabacco rappresenta, nonostante un calo progressivo, l'unica importante coltura industriale agraria della provincia.
Con gli anni sessanta si avvertono i primi segnali della crisi del settore e il ciclo di lavorazione del tabacco comincia un lento ma inesorabile rallentamento della produzione.
Nel 1965 vengono eretti un fabbricato adibito alle lavorazioni, la mensa aziendale ed i nuovi magazzini. La Manifattura Tabacchi rappresenta, infatti, una struttura totalmente autonoma: vi sono le officine, dove si svolgono i lavori di riparazione dei pezzi, la falegnameria e altri laboratori per la lavorazione del metallo, che contribuiscono a rendere il processo lavorativo del tabacco più rapido. La centrale termica è necessaria, invece, per l'emissione del vapore della quale necessitano le prime fasi della lavorazione ma anche per il riscaldamento dell'edificio. Nel reparto articoli viene immagazzinato tutto il materiale che occorre per la produzione delle sigarette: le cartine, le colle, la carta sughero per rivestire il filtro, infine, i filtri.
Nel 1969 la Manifattura Tabacchi di Sacco comincia la produzione su commissione di Philip Morris, (ora Altria Group). In questi anni il settore è interessato da altri forti cambiamenti; il comparto tabacchicolo subisce una nuova ristrutturazione su tutto il territorio nazionale nel momento in cui, “applicando le direttive contenute nel trattato di Roma istitutivo del Mercato Comune Europeo (…), si liberalizzerà la coltivazione e la prima lavorazione, provocando un mutamento strutturale del settore”.
L'anno successivo entra in funzione la nuova manifattura, la quale usufruisce di locali e macchinari rinnovati; il ciclo di lavorazione viene interamente meccanizzato e si svolge ora in sole quattro fasi. La struttura industriale di Borgo Sacco ha a disposizione 22 macchine «Standard» di provenienza americana, 13 macchine impacchettatrici di sigarette, munite di speciali controlli elettronici per la verifica del numero del prodotto, capaci di produrre ciascuna 120 pacchetti di venti sigarette al minuto e 16 macchine trinciatrici in grado di effettuare 1.200 tagli al minuto.
Durante tutto questo decennio l'occupazione della Manifattura si stabilizza sulle 700 unità; la raggiunta parità salariale tra operai e operaie e la progressiva meccanizzazione del processo produttivo determina una diversa distribuzione numerica a vantaggio questa volta dei maschi.

## Ultimi anni

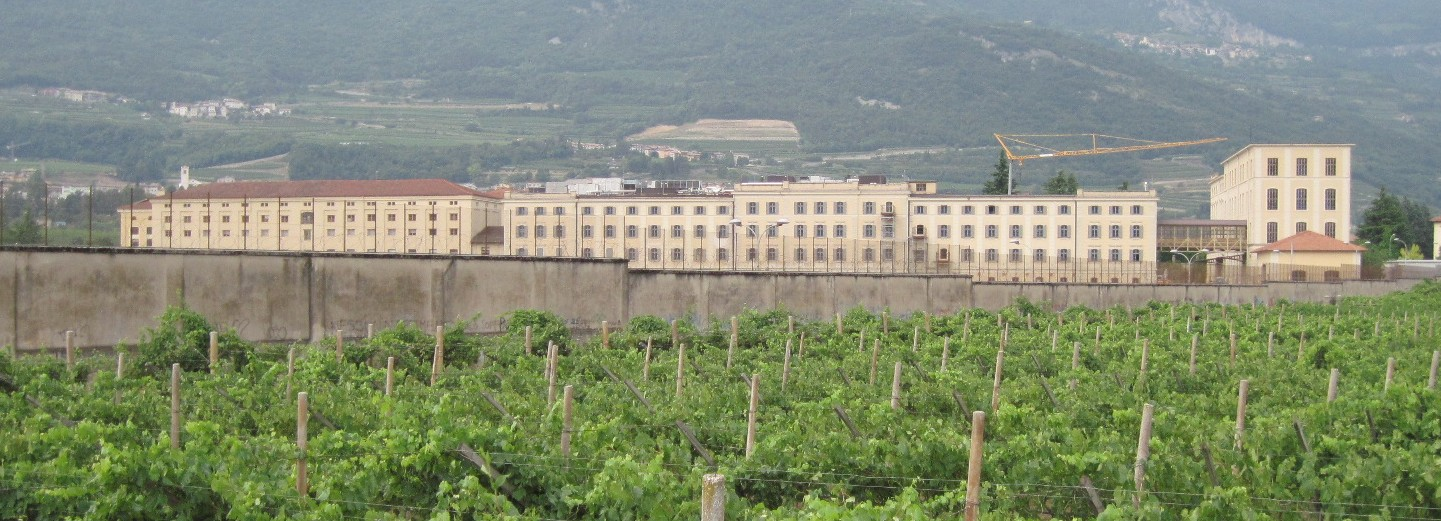
Ex Manifattura Tabacchi di Rovereto. Immagine del luglio 2015, ripresa dalla pista ciclopedonale Alexander Langer accanto al torrente Leno

Il rapporto di cooperazione produttiva della Philip Morris con il Monopolio dello Stato scade nel giugno del 1996 e viene, successivamente, rinnovato sino al 31 gennaio 1998; il 27 luglio del 2000, la Manifattura Tabacchi di Borgo Sacco diviene una proprietà dell'Ente tabacchi italiani, nato nell'agosto del 1998 e destinato a diventare, nell'arco di soli due anni, un'azienda a capitale privato.
Nel marzo del 2001 viene firmata un'ulteriore proroga della convenzione, che esiste dal 1992, tra E.t.i. e Philip Morris, ma la situazione non è semplice dal momento che “l'Eti produceva la maggior parte delle sigarette Usa che poi finivano sul mercato italiano” e, allo stato attuale di cose, controlla solamente il 30% del mercato nazionale, contro il 60% della Philip Morris.
L'Antitrust, il 18 dicembre del 2003, dà il via al processo di acquisizione di E.t.i. s.p.a., al quale lo stabilimento di Sacco fa riferimento. Il 16 luglio dello stesso anno il Ministero dell'Economia cede l'intera struttura alla British Italian Tobacco, branca italiana della British American Tobacco. La vendita a B.a.t. è condizionata al mantenimento dei livelli occupazionali, per un periodo non inferiore a tre anni, in capo all'acquirente e alla garanzia da parte di E.t.i. s.p.a. di supportare una determinata quantità di commesse.
Per mantenere in vita la Manifattura di Bologna, in seguito alla perdita della quota di Philip Morris, B.a.t. deve togliere produzione agli opifici di Rovereto, Lecce, Chiaravalle e Scafati; la produzione a Rovereto passa in un anno da 6.100.00 kg a 5.100.000 kg e gli operai licenziati sono per il momento 17. Nel 1999 la Manifattura di Borgo Sacco dà lavoro a 270 operai e nel 2004 questi sono solamente 154.
Il piano operativo industriale 2007-2009 che British American Tobacco presenta alle parti sociali per lo stabilimento di Rovereto prevede la cessazione definitiva delle produzioni al 31 marzo 2008 e il consolidamento della produzione di sigarette nello stabilimento di Lecce; la scelta di chiudere la Manifattura di Borgo Sacco è da imputare al minore impatto sociale che questa avrebbe provocato grazie all'autonomia della provincia.
Il 30 ottobre del 2008 nasce Trentino Sviluppo, un'agenzia creata dalla Provincia autonoma di Trento per affiancare le imprese in un percorso di crescita e promozione del territorio. Tale agenzia sottoscrive per 20,5 milioni di euro l'atto di compravendita dell'intera area e si fa, inoltre, carico del problema della sistemazione dei dipendenti dell'azienda. La B.v. Tech Ricerca s.r.l., azienda individuata dalla stessa B.a.t. Italia s.p.a. ed attiva nel campo dei servizi informatici, nel rispetto degli impegni presi nei mesi precedenti anche con i sindacati e la Giunta provinciale, assume così una parte degli esuberi del colosso del tabacco.

## Zigherane

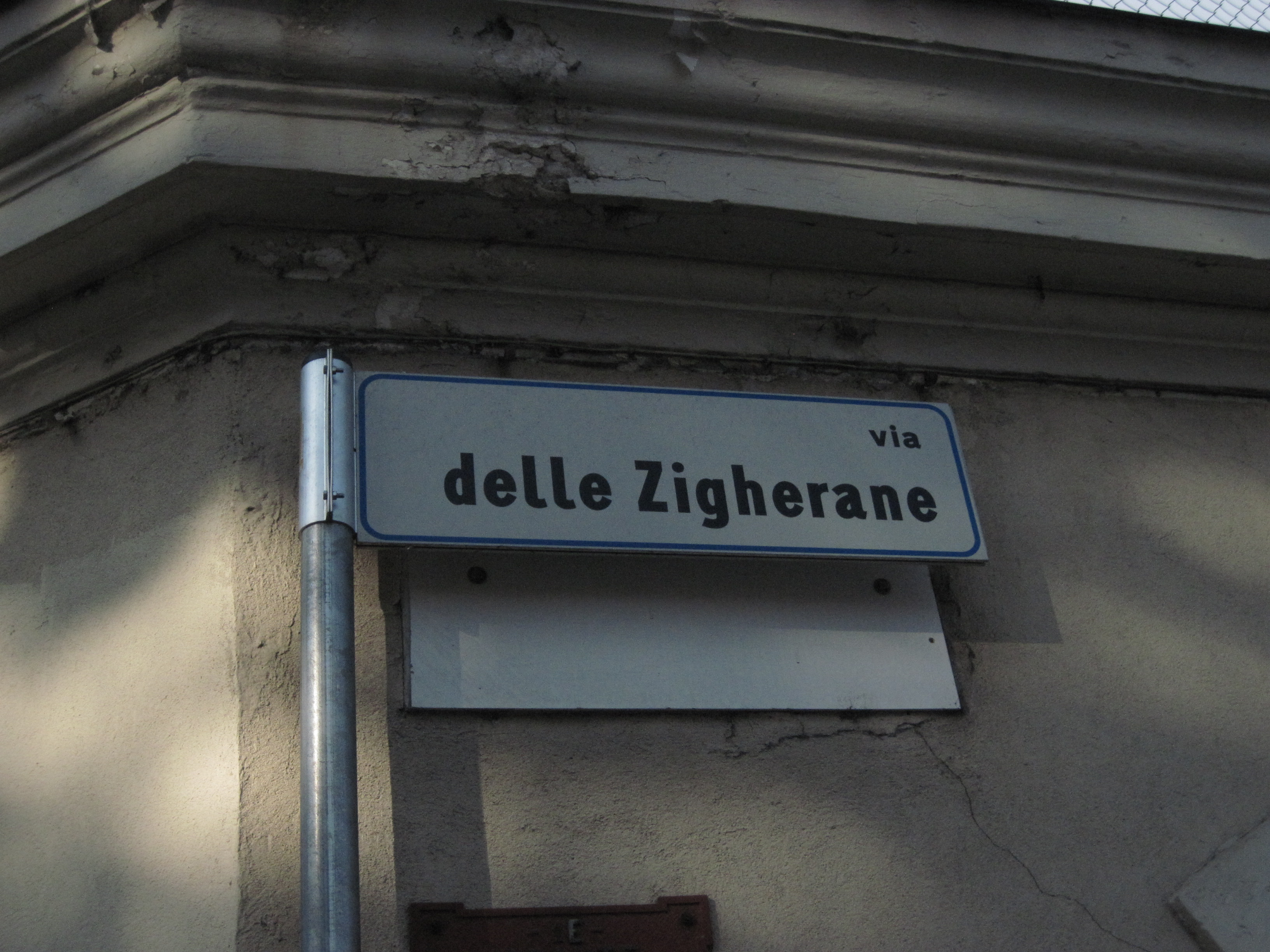
Via della Zigherane, a Borgo Sacco, Rovereto

Le zigherane, nome dialettale dato alle 
sigaraie, le operaie della Manifattura Tabacchi di Rovereto, meritano un ricordo particolare nell'ambito del più ampio discorso della Manifattura e della sua storia. Dal 2012 esiste anche un monumento per ricordare questa figura di lavoratrice, posizionato nella piazza della Manifattura, davanti alla chiesetta dedicata alla Santissima Trinità, vicino all'edificio che, come ricordato, sino al 2008 ha ospitato l'opificio.

### Donne in fabbrica

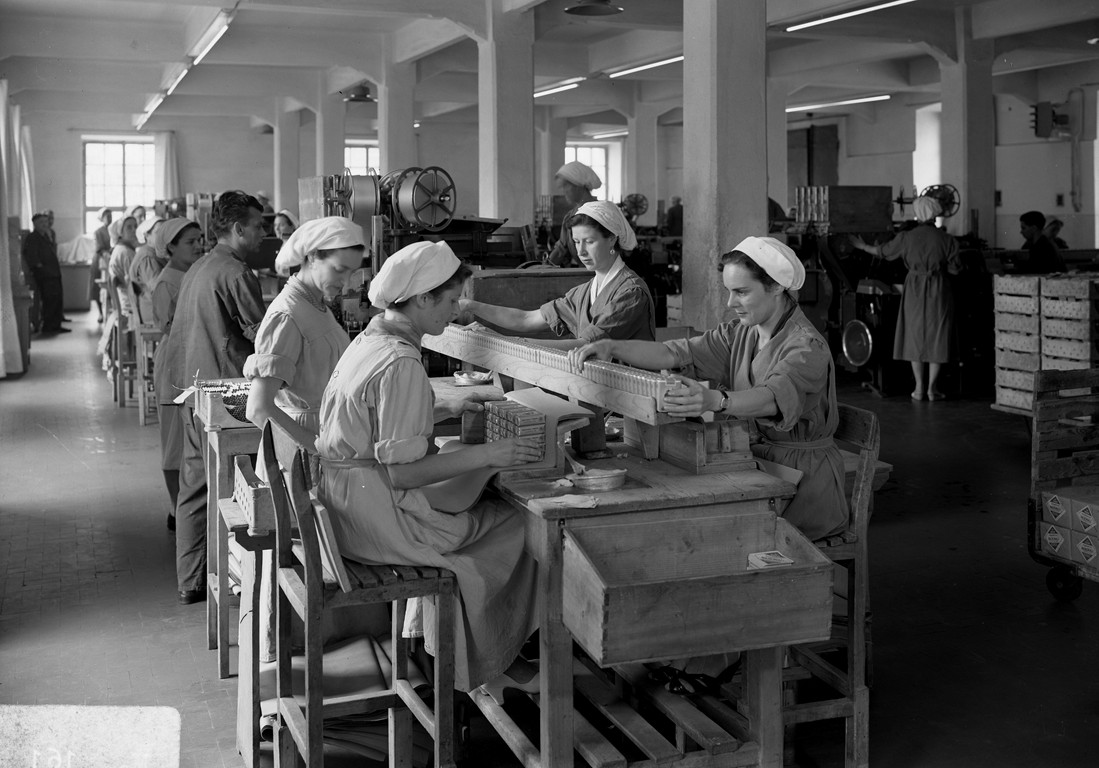
Manifattura tabacchi di Borgo Sacco, zigherane al lavoro, 1950.

Sotto il dominio austriaco l'intero Trentino visse un periodo di relativa tranquillità per tutto il secolo, ad esclusione del momento della breve parentesi della dominazione napoleonica. Il confine con l'Italia si trovava allora pochi chilometri a sud di Rovereto, e l'economia della Città della Quercia costituiva in quegli anni un'eccezione rispetto al resto della provincia, ancora legata all'agricoltura. A Rovereto infatti era fiorente l'industria, in particolare della seta, della carta e della pelle. 
Occorre poi ricordare che l'allora comune indipendente di Borgo Sacco traeva da almeno tre secoli la sua prosperità dai trasporti fluviali grazie ai suoi zattieri. La merce sbarcata era soggetta a dazi e quella in transito doveva pagare i diritti di passaggio sul fiume Adige. Di notte, a tal proposito, una catena veniva tesa tra una sponda e l'altra del fiume per impedire passaggi notturni al fine di evadere le imposte.
Quando si cominciò a parlare della prossima inaugurazione della nuova linea ferroviaria e l'industria della seta iniziò a mostrare segni di crisi le resistenze degli industriali, che in precedenza si erano opposti, furono superate, prevalendo la necessità di avere un nuovo sbocco occupazionale. Il trasporto fluviale sarebbe entrato in crisi con l'avvento del trasporto su rotaia, e questo spinse le autorità locali a richiedere, a Vienna, che fosse scelto Borgo Sacco come sede della Manifattura.
Un ruolo determinante in questa scelta, che avrebbero trasformato l'econonomia locale, fu quella della famiglia saccarda dei Bossi Fedrigotti, depositaria da secoli del privilegio concesso dall'autorità imperiale per il traffico commerciale sull'Adige. I Bossi Fedrigotti infatti si spesero per la costruzione, sul loro territorio, della Imperial-Regia Fabbrica Tabacchi.

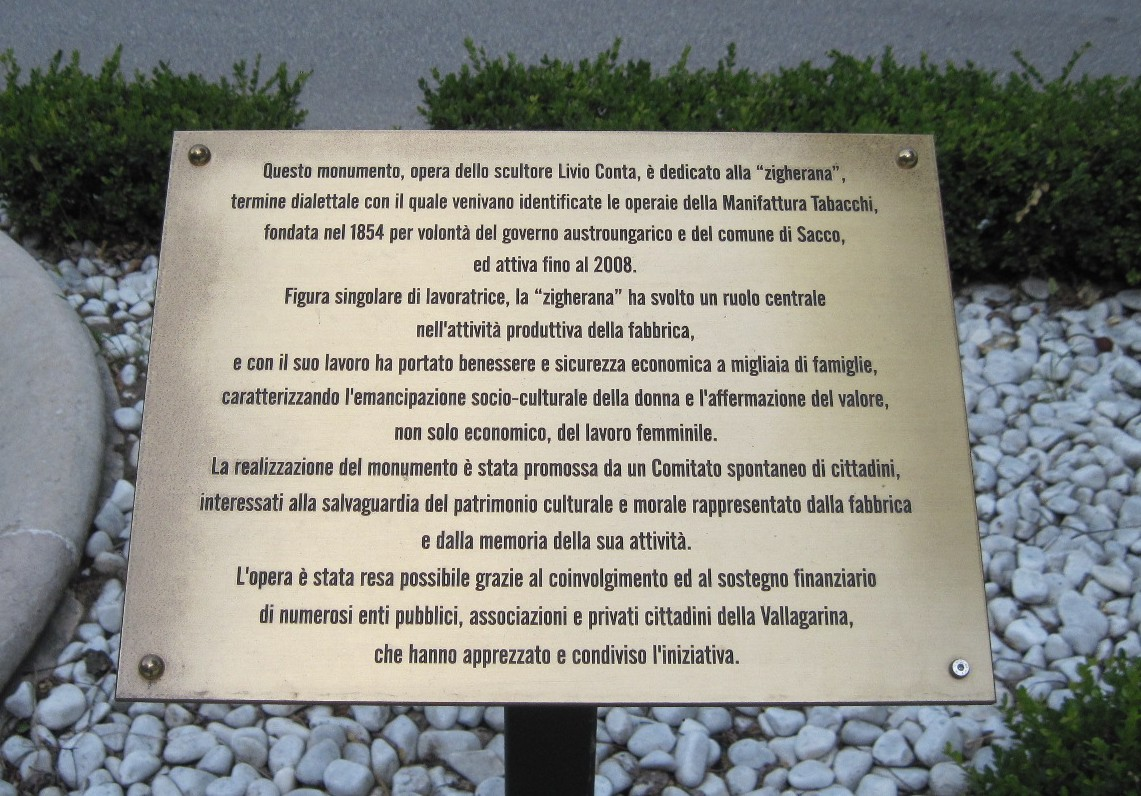
Monumento alla Zigherana

Con la fine annunciata del lavoro degli zattieri l'intera economia dell'area di Borgo Sacco e, in larga misura, di quella di Rovereto, assistette ad un passaggio ideale di consegne tra chi aveva lavorato sul fiume e chi stava iniziando a lavorare nell'opificio.
Dal momento dell'apertura della Manifattura tabacchi, avvenuta nel 1854, la richiesta di manodopera, in particolare di quella femminile, richiamò da tutti i paesi della Vallagarina e anche da aree limitrofe, come ad esempio da Mori, un grande numero di donne. Questo modificò tradizioni ed abitudini locali, diventando in breve tempo occasione di emancipazione sociale.
Le condizioni di lavoro si rivelarono subito abbastanza pesanti e richiesero sacrificio e abilità, ma allo stesso tempo offrirono una sicurezza che altrimenti era difficile da trovare in altre attività. Inoltre rispetto alla situazione che si registrava durante l'800 tra gli operai, uomini e donne, nella manifattura i ritmi di lavoro, la paga, la stessa considerazione nel ruolo sociale erano migliori.  Ad un certo punto, a Rovereto, praticamente ogni famiglia ebbe contatti più o meno diretti con la manifattura, e l'essere assunte, per le donne, significava l'aver raggiunto un obiettivo importante.

### Emancipazione sociale

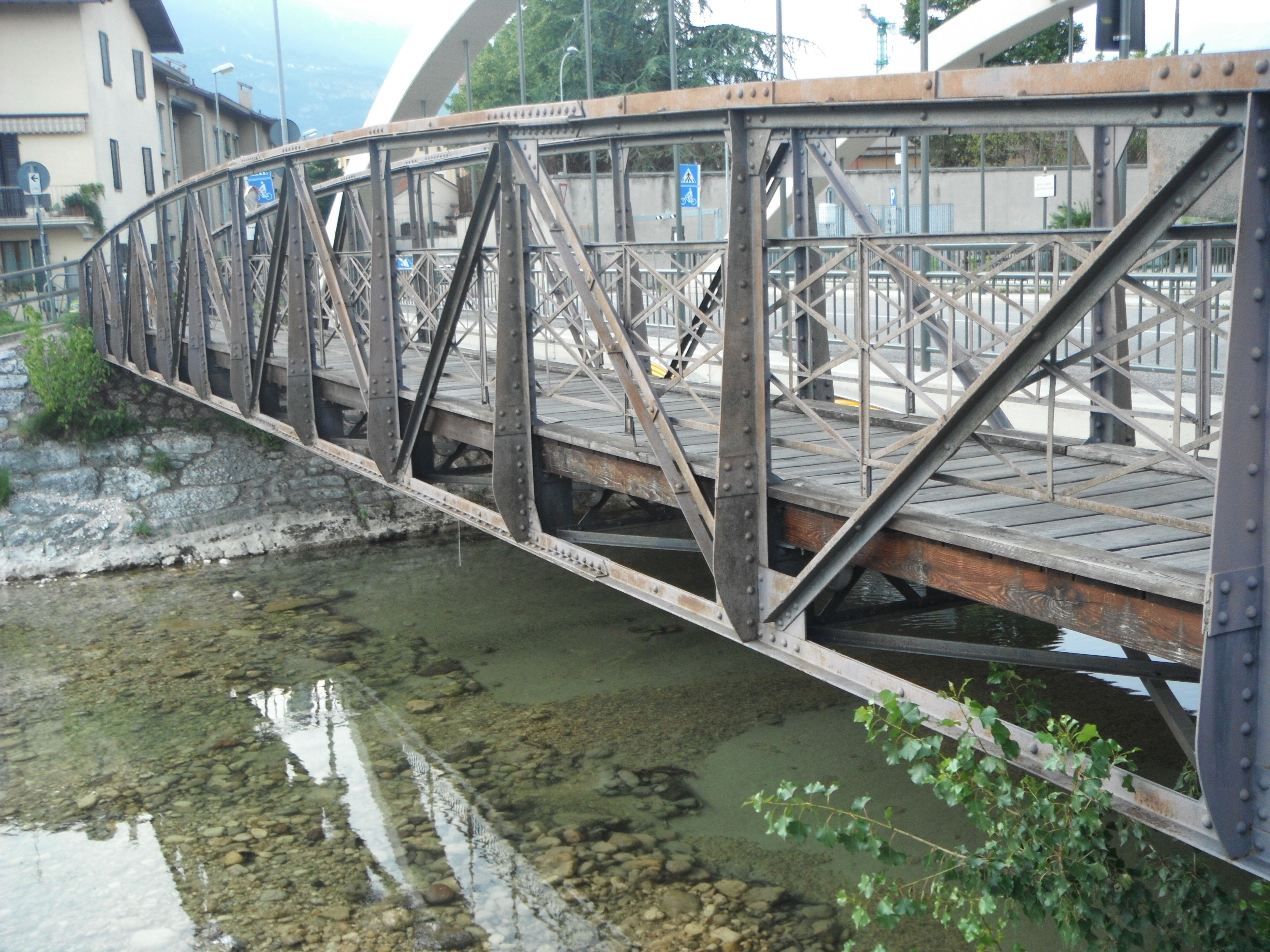
Ponte delle Zigherane a Borgo Sacco, Rovereto

Il nome zigherane, che significa sigaraie, indicava in modo specifico le donne impiegate nella produzione dei sigari, che lavoravano in enormi saloni, disposti in file ordinate, ma in seguito il termine si estese ad indicare tutte le donne che lavorano in manifattura.
Caratteristica del lavoro era il cottimo, cioè ogni zigherana doveva produrre 750 sigari, utilizzando una quantità precisa di tabacco. In caso di minor produzione scattavano multe, e lo stesso avveniva se si consumava troppo tabacco, mentre invece era un motivo di merito riuscire a produrre sigari di bell'aspetto e buona consistenza utilizzando meno tabacco.
Questa modalità di produzione contribuì a far nascere, tra le lavoratrici, solidarietà tra le donne e presa di coscienza del proprio ruolo. Le più abili spesso aiutavano quelle meno capaci a raggiungere le quote richieste e, in seguito, questo contribuì a far nascere una sorta di Banca del Mutuo Soccorso, usata dalle socie per le esigenze occasionali come un bisogno improvviso o la necessità di dare una dote ad una figlia.
Le zigherane, sin da subito, seppero organizzarsi. Cominciarono infatti, pochi anni dopo l'apertura della fabbrica, ad autotassarsi per costruire un ponte sul torrente Leno al fine di accorciare il percorso che dovevano affrontare giornalmente per raggiungere la fabbrica e poi per tornare a casa. In seguito lottarono per ottenere il primo asilo nido aziendale del Trentino (che venne inaugurato nel 1924).
A livello locale le migliaia di donne che per quasi un secolo e mezzo si succedettero al lavoro nella Manifattura produssero un miglioramento economico per tutta la popolazione e un processo di emancipazione femminile unico in tutta la provincia di Trento.

### Voto alla Madonna Ausiliatrice

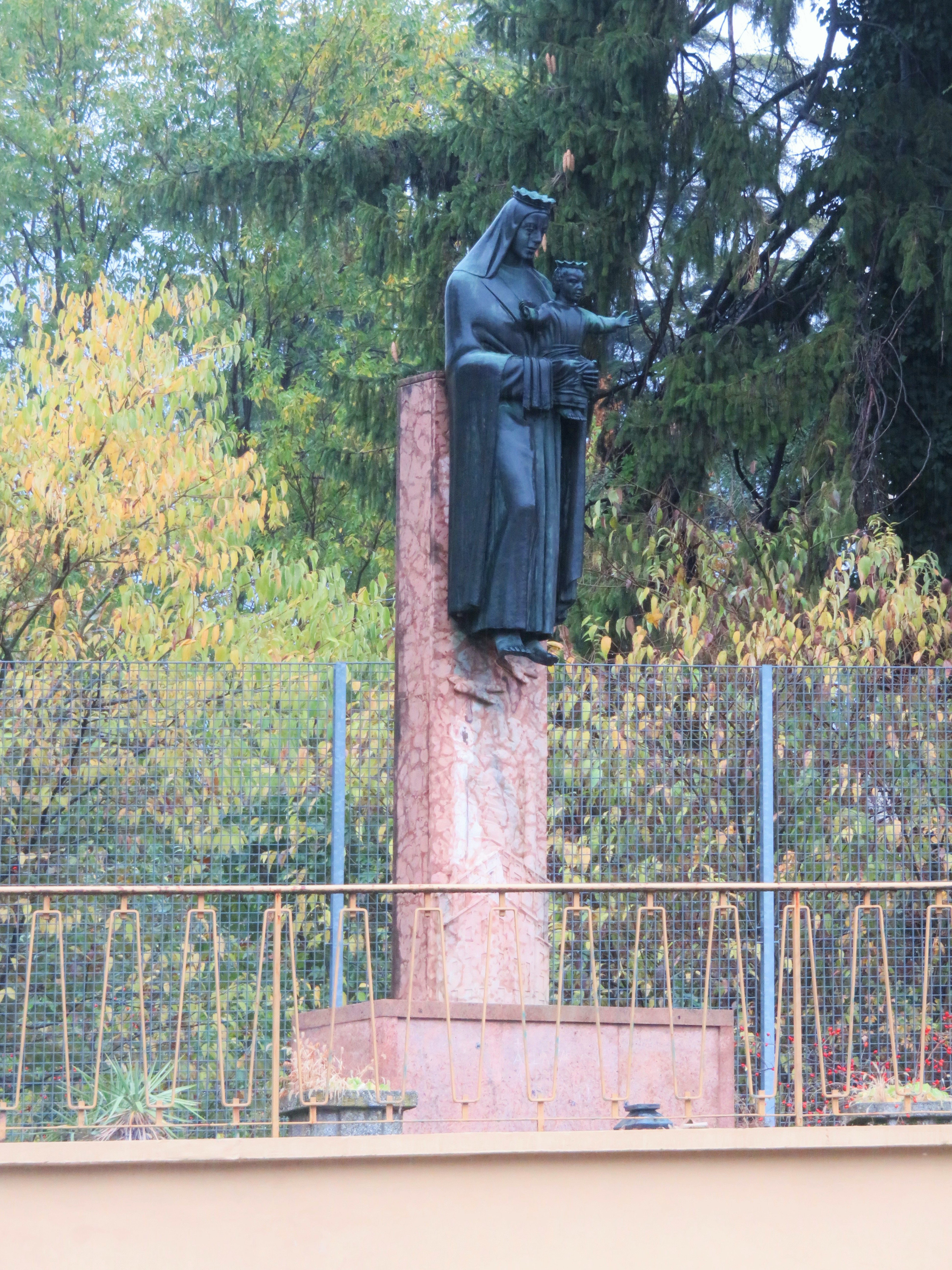
Monumento alla Vergine Ausiliatrice

Durante il secondo conflitto mondiale, quando i bombardamenti alleati divennero sempre più numerosi e pesanti perché avevano tra gli obiettivi il ponte ferroviario sul torrente Leno sul quale passava la linea ferroviaria del Brennero, l'allarme suonò per ben 557 volte nell'opificio, ed ogni volta le operaie dovettero fuggire nelle grandi cantine della struttura per proteggersi. Nel 1944 (il 24 maggio) le zigherane fecero voto alla Vergine Ausiliatrice, protettrice di Rovereto, chiedendoLe di essere salvate e con loro la manifattura, alla quale erano legate. Una bomba poi cadde, sulla fabbrica, ma creò solo limitati danni materiali con un unico ferito. La manifattura, alla fine del conflitto, ne uscì praticamente intatta, avendo potuto continuare la produzione per tutto il periodo. 
Le zigherane, grate per la grazia ricevuta, sciolsero il voto offrendo chi una chi più di una giornata di lavoro per far fondere una statua che poi fu eretta sul muro della manifattura il 24 maggio 1946 con una cerimonia solenne officiata dall'arcivescovo di Trento Carlo De Ferrari. La tradizione della messa il 24 maggio è rimasta anche negli anni successivi.

## Progetto Manifattura

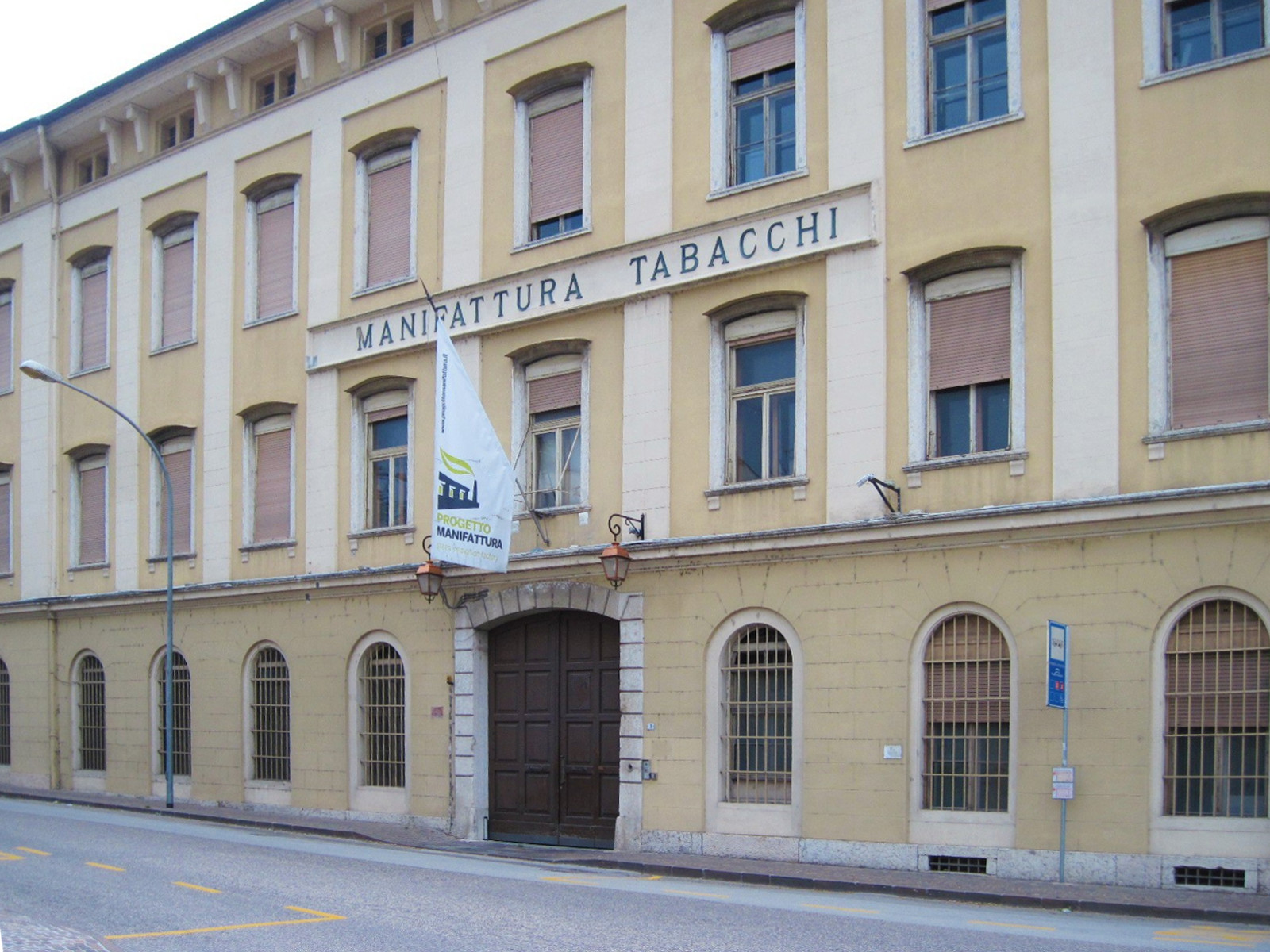
Bandiera del Progetto Manifattura sulla facciata in viale della Vittoria.

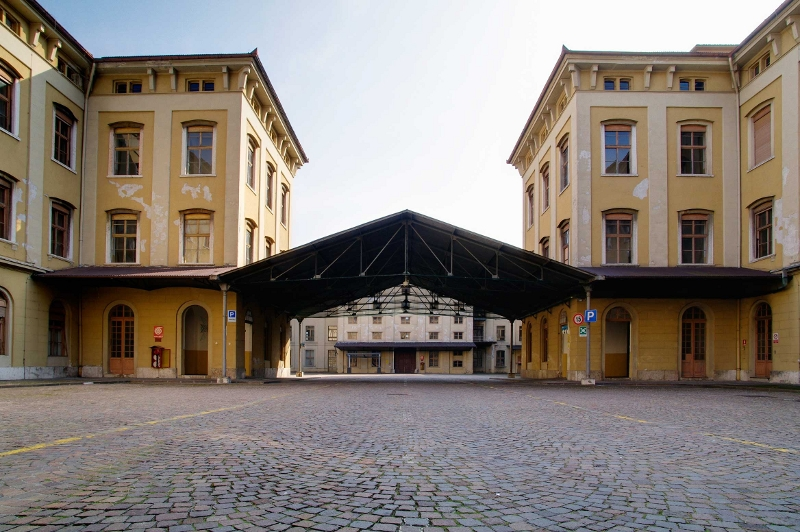
Cortile interno.

Il 30 aprile del 2009 venne creata la società Manifattura Domani, con il compito di riqualificare l'area occupata dallo stabilimento. L'obiettivo iniziale fu quello di realizzare un polo finalizzato allo sviluppo ed alla ricerca, alla formazione e al networking.
Tra l'autunno del 2009 e l'estate del 2010 si passò dalla discussione sulla ristrutturazione alla pubblicazione del Master Plan, che definì le linee guida del progetto di sistemazione per la Nuova Manifattura. Questa partì con un plafond da 730 000 euro solo per il primo anno, utilizzati per i primi interventi di risistemazione e per l'inizio della sistemazione degli 8,5 ettari di superficie scoperti e dei 56 000 metri quadrati coperti.
Fu coinvolto un team di progettisti composto da Arup (sostenibilità dal punto di vista ambientale ed energetico), Kengo Kuma & Associates e Carlo Ratti Associati (progettazione architettonica ed urbanistica) ed infine Kanso (analisi tecnico-economica e definizione del profilo dei soggetti da insediare).
Nel giugno del 2010 venne comunicato il Master Plan definitivo, il Progetto Manifattura: Green Innovation Factory.
Nel 2011 si sono insediati negli edifici della manifattura vari soggetti, tra i quali:
- Distretto Tecnologico Trentino
- Green Building Council Italia
- Consorzio CosBi

Dopo il 2012, nell'edificio dell'orologio, sono stati ristrutturati circa 4.000 m² per ospitare sino a 25 uffici di nuove aziende.

### Fonti non bibliografiche
- La fabbrica delle donne - È obbligatorio l'uso della cuffia (documentario), regia di Micol Cossali, Trento, Fondazione Museo storico del Trentino, 2012, SBN CFI0816931.